# Centre de formation professionnelle et de promotion agricole
Un centre de formation professionnelle et de promotion agricoles (CFPPA) est, en France, un organisme public de formation agricole destiné aux adultes et dépendant du ministère de l'agriculture.

## Présentation
Des CFPPA existent dans un grand nombre de structures d'enseignement agricole en France. Ces centres dispensent des formations allant du CAP aux formations post-bac. Ils permettent de définir des parcours individualisés centrés sur les projets des stagiaires. Certains modules peuvent être suivis à distance grâce au dispositif de la FOAD (formation ouverte et à distance).